# Hilja Grönfors
Hilja Orvokki Grönfors, född 26 mars 1952, är en finländsk romsk sångerska.
Sin barndom levde Grönfors ett resande liv tillsammans med sina föräldrar och nio syskon. Då hon började i skolan bodde hon terminerna hos mor- eller farföräldrar tillsammans med sina kusiner i Norra Karelen.
Som ung vuxen flyttade Grönfors som många andra finländare till Sverige och arbetade där som städare i femton år. Då hon flyttat tillbaka till Finland, till Orimattila, var hon sömmerska. Senare utbildade hon sig till lärare i romani, men upptäckte att det var i sångaryrket hon hade sin livsuppgift.
Numera (2012) bor Grönfors i Lahtis. Sedan slutet av 1990-talet har Grönfors rest runt landet för att samla av det romska sångarvet. Hon har gett ut två musikalbum med urval av de samlade sångerna, i huvudsak på finska, men på den senare skivan är en sång på ursprungsspråket romani, vilket hon var rädd att skulle väcka kritik bland romerna. En av sångerna är skriven av henne själv. Sångerna ackompanjeras av orkestern Latso Dzinta, samlad vid Sibeliusakademins avdelning för folkmusik.
Grönfors har för avsikt att ge ut en sångbok med en större mängd romska sånger, med notation av Ilona Korhonen. Trots att det kan ses som ett brott mot romernas regler – hon hade aldrig kunnat samla sångerna om hon inte själv varit rom – upplever hon det som nödvändigt. Kulturen har förändrats och sångerna håller på att försvinna.
Arbetet Grönfors gjort har belönats med olika priser. Hon blev utnämnd till mästerspelman (mästerfolksångare) vid Kaustby folkmusikfestival 2005 och fick en Emma-statyett för årets bästa etnoskiva vid Emma-galan 2009. Katariina Lillqvist har gjort en TV-dokumentär om henne och de finska romernas historia, Eihän tämä maa minun omani ollut ("inte var det här ju mitt land").

## Diskografi
- Phurane mirits ("gamla pärlor"), album 2008[5]
- Kai tu dzaha? ("vart går du"), album 2011[4]
- Katta Ame Aavaa? • Mistä Tulemme? • Where Do We Come From?, album 2018